# Domingo Frades Gaspar
Domingo Frades Gaspar, španski pisatelj, pesnik, jezikoslovec, agronom, prevajalec, čebelar, falskist, * 18. oktober 1936, San Martín de Trevejo; † 10. januar 2023, Badajoz.

## Življenje in delo
Rodil se je v dolini Jálama, v Estremaduri. Bil je uslužbenec ministrstva za kmetijstvo v 80. 20. stoletja. Napisal je tri knjige o poljedelstvu in čebelarstvu Estremadure (1983, 1986, 1987).
Ukvarjal se je tudi s falščino, ki je bila njegova materinščina in raziskoval kulturo Jálame. Leta 1993 je bil soustanovitelj in predsednik društva Fala i Cultura. Leta 1994 je izdal knjigo o falskem jeziku, v kateri je pretehtal možnosti kodificiranja falščine. Pomagal je pri prevajanju Malega princa in Nove zaveze v falščino.
Falščino je poskusil standardizirati po zgledu galicijščine, podprl je tudi idejo, da bi potekal pouk knjižne galicijščine v šolah Jálame, vendar je to avtonomna vlada Estremadure odbila (kljub temu vlada do danes podpira rabo falščine).
Od 2004 do smrti je bil dopisni član Kraljeve galicijske akademije, ki je regulator galicijščine.